# Chan Ho-tin
Andy Chan Ho-tin, né le 7 septembre 1990 dans la colonie britannique de Hong Kong, est un militant politique indépendantiste de Hong Kong. Il est membre fondateur et animateur du Parti national de Hong Kong, le premier parti à défendre l'indépendance de Hong Kong.

## Biographie
Andy Chan Ho-tin est architecte d’intérieur. En 2014, il participe à la fondation du Parti national de Hongkong (HKNP), qui milite pour l’indépendance de Hong Kong. En 2016, il est interdit à Andy Chan Ho-tinde de se présenter aux élections législatives.
En août 2018, les autorités chinoises interviennent pour demander au club des correspondants étrangers de Hong Kong d’annuler une conférence de presse d’Andy Chan. Le FCC refuse au nom de l’indépendance de la presse. Lors de son intervention Andy Chan accuse Pékin de coloniser Hong Kong indiquant « Nous sommes une Nation qui est en train de se faire rapidement annexer et détruire par la Chine ».
En août 2019, Chan a été arrêté à Sha Tin, pour, selon le média South China Morning Post, la possession d'explosifs sans permis, la possession d'armes offensives et la vente de poisons sans permis 